# كينر غارارد
كينر غارارد (بالإنجليزية: Kenner Garrard)‏ هو ضابط أمريكي، ولد في 21 سبتمبر 1827 في مقاطعة بوربون في الولايات المتحدة، وتوفي في 15 مايو 1879 في سينسيناتي في الولايات المتحدة.